# ناحیه گارفیلد، شهرستان لاک پارل، مینه سوتا
ناحیه گارفیلد (به انگلیسی: Garfield Township) یک منطقهٔ مسکونی در ایالات متحده آمریکا است که در Lac qui Parle County واقع شده‌است.
 ناحیه گارفیلد ۹۶٫۴ کیلومتر مربع مساحت و ۱۸۷ نفر جمعیت دارد و ۳۳۲ متر بالاتر از سطح دریا واقع شده‌است.